# Anne Buijs

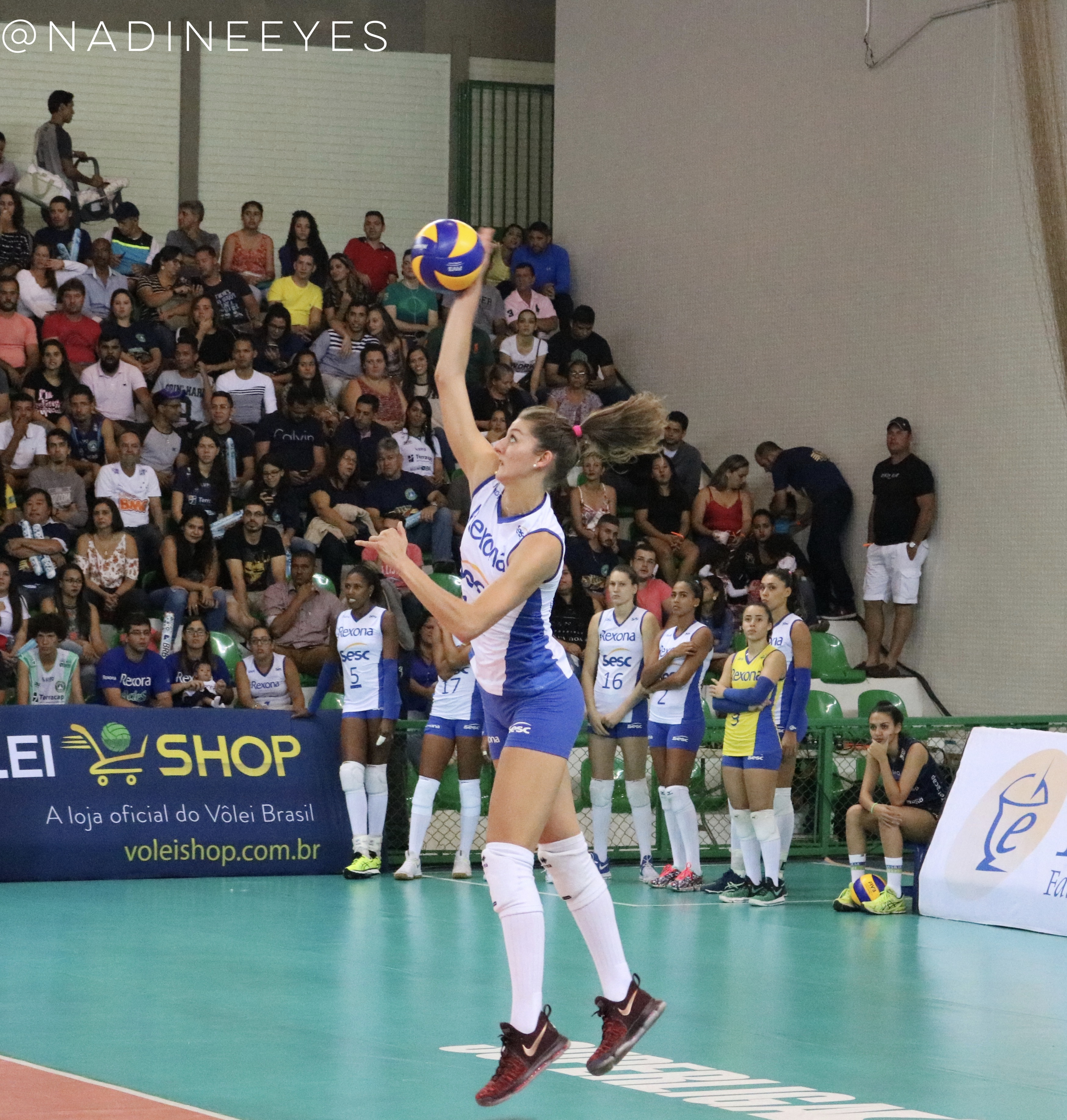
Anne Buijs podczas wykonywania zagrywki w drużynie Rexona Sesc Rio de Janeiro w sezonie 2016/2017

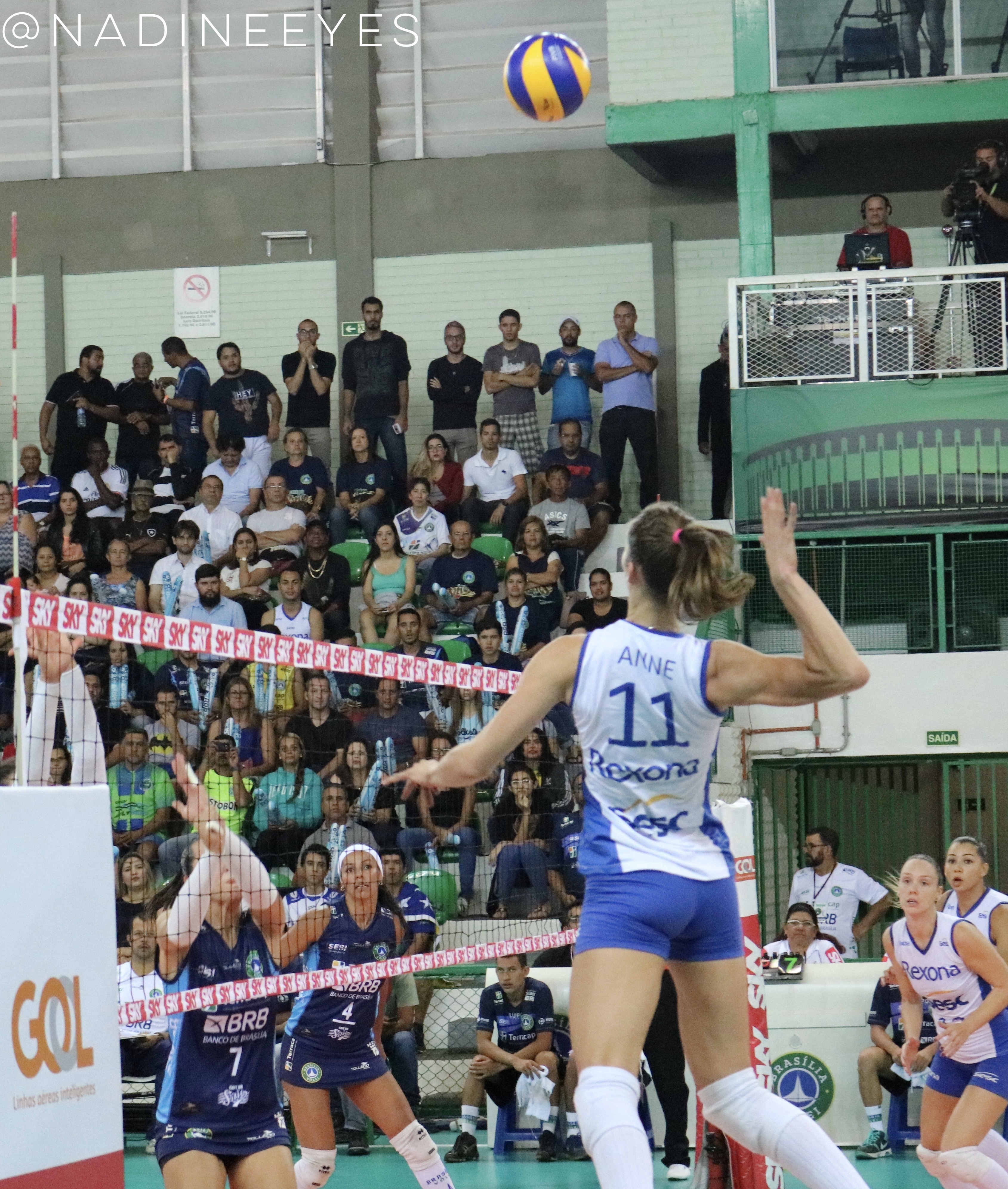
Anne Buijs podczas wykonywania ataku w drużynie Rexona Sesc Rio de Janeiro w sezonie 2016/2017

Anne Buijs (ur. 2 grudnia 1991 r. w Geleen) – holenderska siatkarka, reprezentantka kraju, grająca na pozycji przyjmującej. 
Jej ojcem jest trener siatkówki Teun Buijs.
2 marca 2023 roku poślubiła brazylijską siatkarkę Ane Caroline da Silva. Para poznała się w 2016 roku, kiedy Anne trafiła do brazylijskiego klubu Rexona Sesc Rio de Janeiro. Zawodniczki szybko zeszły się ze sobą, a po dwóch latach Holenderka oświadczyła się Brazylijce. Obie siatkarki, również grały razem w tureckim klubie Nilüfer Belediyespor w sezonie 2017/2018.
Po Igrzyskach Olimpijskich w Paryżu postanowiła zakończyć występy w kadrze narodowej.

## Sukcesy klubowe
Superpuchar Holandii:
- 2007

Puchar Holandii:
- 2008, 2009, 2010

Liga holanderska:
- 2008, 2009, 2010

Superpuchar Belgii:
- 2010

Puchar Belgii:
- 2011

Liga belgijska:
- 2011

Puchar Niemiec:
- 2012, 2013

Liga niemiecka:
- 2012, 2013

Liga włoska:
- 2014

Liga azerska:
- 2015

Liga Mistrzyń:
- 2016

Liga turecka:
- 2016

Superpuchar Brazylii:
- 2016, 2020, 2021

Puchar Brazylii:
- 2017

Klubowe Mistrzostwa Ameryki Południowej:
- 2017, 2021, 2023[7]
- 2022[8]

Liga brazylijska:
- 2017, 2023[9]
- 2021, 2022[10]

Klubowe Mistrzostwa Świata:
- 2017

Puchar Challenge:
- 2019, 2024[11]
- 2025[12]

## Sukcesy reprezentacyjne
Volley Masters Montreux:
- 2015

Mistrzostwa Europy:
- 2015, 2017

Grand Prix:
- 2016

## Nagrody indywidualne i wyróżnienia
- 2015: Najlepsza przyjmująca Mistrzostw Europy
- 2015: Najlepsza przyjmująca turnieju Volley Masters Montreux
- 2017: Najlepsza przyjmująca Mistrzostw Europy
- 2022: Najlepsza siatkarka reprezentacji Holandii w 2022 roku[13]